# Soritena habanera
Soritena habanera là một loài bướm đêm thuộc phân họ Arctiinae, họ Erebidae.